# Andrea Finocchiaro Aprile
Andrea Finocchiaro Aprile (Palermo, 26 giugno 1878 – Palermo, 15 gennaio 1964) è stato un politico italiano, leader del Movimento per l'Indipendenza della Sicilia.

## Biografia
Nasce a Palermo, figlio di Camillo Finocchiaro Aprile, politico liberale e più volte ministro e in particolare fu Ministro di grazia e giustizia del governo Fortis. Proveniva da una famiglia della borghesia palermitana. La madre era la nobildonna siciliana Giovanna Sartorio.
Andrea Finocchiaro Aprile era fratello di Emanuele, ingegnere palermitano, anch'egli deputato del Regno.
Fu anche docente di "storia del diritto" all'università di Ferrara e dal 1912 a Siena.

### La politica prima del fascismo
Iniziò la propria attività politica con l'elezione a deputato alla Camera nel 1913 come liberale, seguendo le orme paterne. Rieletto nel 1919 alla Camera con la lista demosociale, fu nominato sottosegretario alla Guerra nel governo Nitti I fino al 1920 e alle Finanze nel governo Nitti II. Rieletto nel 1921, si oppose da massone al nascente regime fascista, e nel 1924 preferì candidarsi nelle liste dell'Unione nazionale di Giovanni Amendola, piuttosto che nel listone fascista e non fu rieletto.

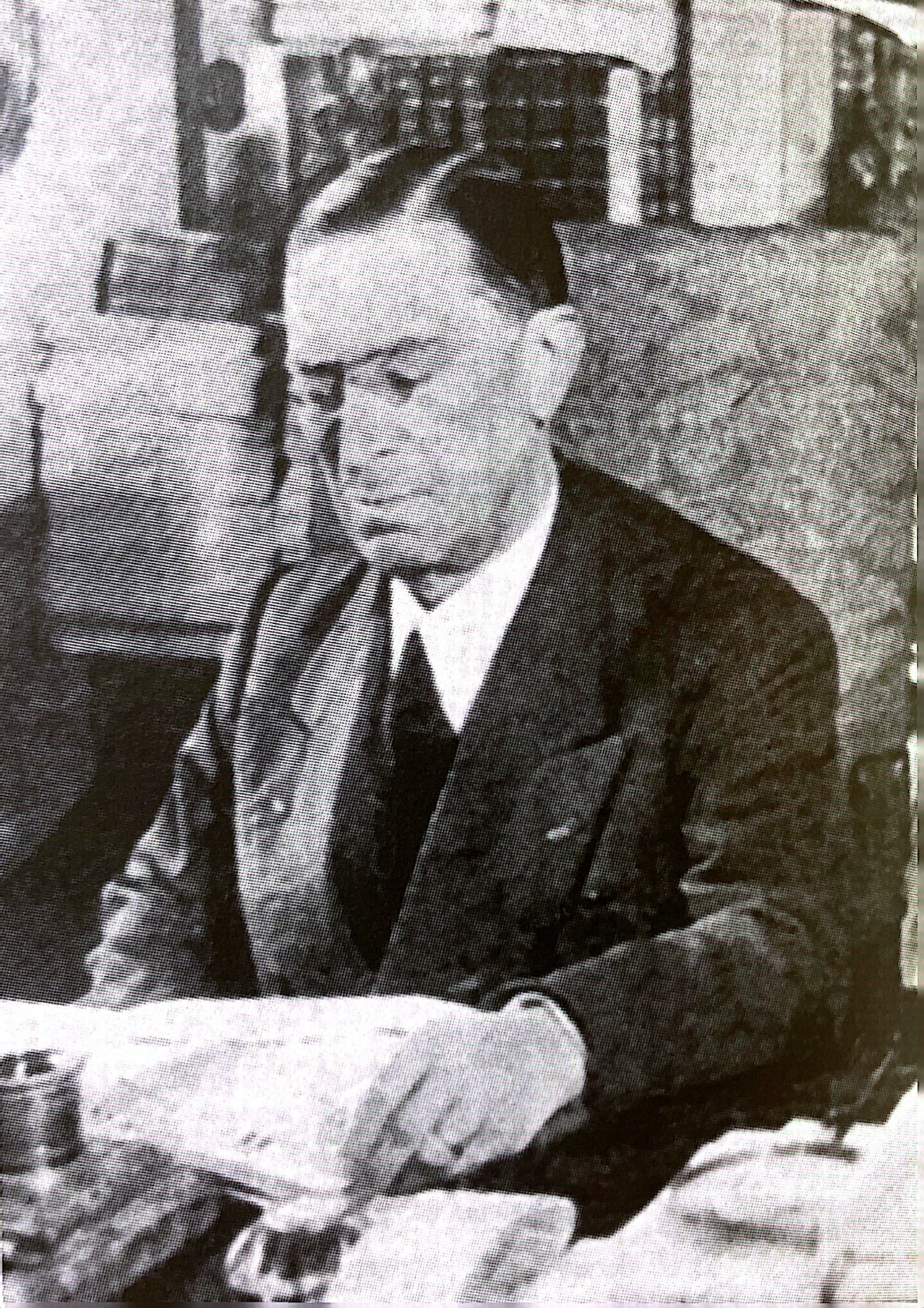
Finocchiaro Aprile nel suo studio

### Nell’epoca fascista
Si ritirò dalla politica attiva nel 1925 e tornò all'avvocatura, esercitando la professione a Roma.

### L'indipendentismo siciliano
Nell'inverno del 1942 prese contatti con esponenti della politica siciliana pre-fascista, e ritornò ufficialmente in politica nel giugno 1943, pochi giorni prima dello sbarco degli alleati in Sicilia, lanciando a Palermo un appello con un Comitato d'Azione alla resistenza passiva contro l'Italia fascista, comitato che diventerà il nucleo originario del Movimento Indipendentista Siciliano. Mantenne anche stretti contatti con i servizi segreti sia inglesi sia statunitensi, e quindi con l'Amgot, per sostenere la causa separatista, divenutone il leader. Per cercare sostegno - sia politico che economico - alle battaglie del suo partito, scrisse innumerevoli lettere, tra cui un memoriale inviato alla Conferenza di San Francisco. Tra le personalità che ricevettero una sua lettera figurano anche Winston Churchill, Giorgio VI, Charles de Gaulle, Pio XII, Cordell Hull ed Eleonora Roosvelt, moglie del presidente statunitense.
Autorizzò la nascita dell'Esercito Volontario per l'Indipendenza della Sicilia sulla scia di diversi fatti di sangue, tra cui la strage del pane, incontrando a Catania il professore indipendentista Antonio Canepa. Nel 1944 scampò ad un attentato nel corso di una manifestazione organizzata dal Movimento Indipendentista Siciliano a Regalbuto (EN) ma, nello stesso anno, fu arrestato per ordine del governo Bonomi. Il MIS nel 1944 arrivò a contare quasi mezzo milione d'iscritti. Ritornò libero nel 1945 ma, nell'ottobre dello stesso anno, fu nuovamente arrestato insieme al suo braccio destro Antonino Varvaro ed inviato al confino politico a Ponza dove rimase sino al marzo del 1946.

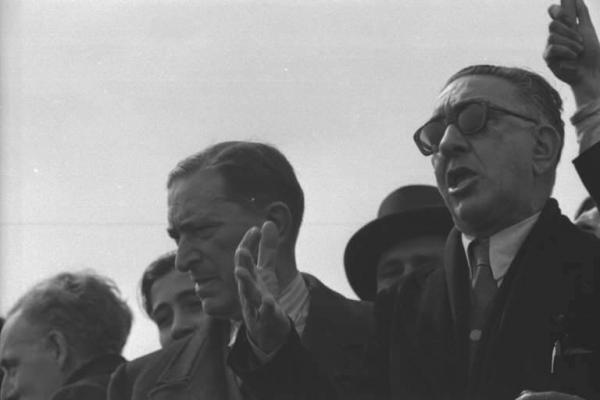
Andrea Finocchiaro Aprile all'aeroporto di Punta Raisi tiene un discorso alla folla, fotografia di Federico Patellani, 1947

Nel giugno 1946 fu eletto deputato all'Assemblea Costituente nelle liste del Movimento per l'Indipendenza della Sicilia.
Nel 1947 il sodalizio con Varvaro si dissolse per gravi divergenze sulla concezione del MIS. Il segretario voleva che il movimento assumesse una posizione politica ben precisa, nella fattispecie a sinistra, mentre Finocchiaro Aprile lo considerava trasversale a qualsiasi ideologia. Nel III congresso nazionale di Taormina, Varvaro fu espulso dal MIS anche a causa delle pressioni della frangia di "destra" (Tasca-Carcaci).
Nel maggio 1947 fu eletto deputato all'Assemblea regionale siciliana, da cui si dimise nel marzo 1948, per affrontare nuovamente le urne per le prime elezioni del Parlamento Repubblicano, ma non risultò eletto. Decise pertanto di lasciare il MIS che – dopo aver perso ogni rappresentanza parlamentare nazionale e regionale – nel 1951 si sciolse.

### Ultime esperienze politiche
Sfaldatosi il MIS, si ritirò dalla politica attiva. Un effimero ritorno si verificò nel 1953, quando accettò, senza peraltro risultare eletto, di essere il capolista alle politiche dell'Alleanza Democratica Nazionale, la cui lista, animata da esponenti liberali e centristi, svolse la funzione di "antidoto" alla legge elettorale maggioritaria.
Successivamente, sarà nominato giudice dell'Alta Corte per la Regione Siciliana.